# Orion-klass (ubåt)
För andra betydelser, se Orion (olika betydelser).
Orion-klassen var en klass av två ubåtar som byggdes för den franska flottan mellan 1928 och 1931.

## Design
Orion-klassen beställdes 1928. De var 67 meter långa, hade en bredd på 6,2 meter, ett djupgående på 4,4 meter och kunde de dyka upp till 80 meter. Ubåtarna hade ett deplacement vid ytan på 558 ton och ett deplacement under ytan på 787 ton. Framdrivningen i ytläge sköttes av två dieselmotorer med totalt 1 400 hk (1.044 kW) och två elmotorer med totalt 1 000 hk (746 kW). Ubåtarnas elektriska framdrivning gjorde att de kunde uppnå en hastighet på 9 knop (17 km/h) under vattnet och 14 knop (26 km/h) på ytan. Räckvidden vid ytan var 4.000 nautiska mil (7.400 km) vid 10 knop (19 km/h) och under ytan 82 nautiska mil (152 km) vid 5 knop (9,3 km/h).

## Skepp i klassen
| Konstruktionsdata |                  |                 |               |             |               |
| Namn              | Beställd         | Kölsträckt      | Sjösatt       | Levererad   | Öde           |
| Orion             | 27 december 1927 | 9 juli 1929     | 21 april 1931 | 5 juli 1932 | Skrotad 1944. |
| Ondine            | 27 december 1927 | 30 augusti 1929 | 4 maj 1931    | 5 juli 1932 | Skrotad 1944. |